# Posljedice Drugog svjetskog rata
Posljedice Drugog svjetskog rata čine događaji u razdoblju od otprilike 1945. do 1950.

## Gubitci
Točan broj ljudskih žrtava drugog svjetskog rata nije utvrđen niti će ikada biti utvrđen. Razlog tome je djelomično u tome što ih je teško razlučiti od nekih ratova koji su vođeni prije i poslije, a dijelom i u tome što se s brojkama iz raznih političkih razloga manipuliralo. Većina procjena spominje brojku od 55 milijuna ljudi, pri čemu se također drži da samo 10 % otpada na neposredne sudionike, tj. pripadnike oružanih formacija, dok se ostatak odnosi na civile. Zbog tog nesrazmjera se drugi svjetski rat često navodi kao krajnji primjer totalnog rata.
Broj ranjenih je bio višestruko veći, što, s obzirom na tadašnji broj stanovnika planeta Zemlje, drugi svjetski rat čini najkrvavijim sukobom u povijesti. 
Rat je doveo do dramatičnih demografskih promjena u mnogim oblastima svijeta. Cijele etničke zajednice su ili desetkovane ili prisilno raseljene. Najspektakularniji primjer predstavlja gotovo potpuni nestanak Židova u Europi – oni koji su preživjeli holokaust su uglavnom emigrirali u SAD ili Palestinu, gdje je uskoro stvorena država Izrael. 15 milijuna Nijemaca je protjerano iz velikog dijela Istočne Europe, a nešto slično se dogodilo i talijanskoj manjini na istočnim obalama Jadrana. 
I materijalni gubici su bili veliki. Gotovo na svakom području gdje su se vodile ratne operacije došlo je do velikog ili potpunog uništenja cesta, mostova, željeznica, telekomunikacijskih sistema i drugih oblika infrastrukture, a mnoge države su doživjele ozbiljno smanjenje vlastitih industrijskih i drugih resursa. 
U ratu su nestali i mnogi dijelovi kulturne baštine, za što su najbolji primjer Varšava, koja je nakon neuspjelog ustanka godine 1944. u potpunosti razorena od Nijemaca, te Dresden čiji je veći dio godine 1945. spaljen u savezničkom bombardiranju.

## Promjene granica
Već u početnim fazama rata je postalo jasno da će on po svom završetku dovesti do velikih promjena u budućem svjetskom poretku.
Najvidljivije promjene bile su one koje su se ticale državnih granica. SSSR je nakon rata i formalno u svoj sastav uveo Estoniju, Letoniju i Litvu te se proširio na račun Finske, Njemačke, Poljske, Čehoslovačke i Rumunjske. Mirovnim ugovorima su se na zapad proširile Poljska na račun Njemačke, odnosno Jugoslavija na račun Italije - s time da je pitanje Trsta riješeno tek 1954. godine. Kina je od Japana preuzela otok Tajvan, dok je Koreja od Japana stekla nezavisnost. 
Sama Njemačka je ubrzo nakon rata postala podijeljena na Zapadnu i Istočnu Njemačku. Austrija je također povratila nezavisnost i godine 1955. postala suverena i neutralna država.

## Političke promjene
Jedna od dugoročnijih posljedica rata postala je jasna već pri samom kraju ratnih operacija, kada su se one u Aziji iz globalnog transformirale u lokalni sukob. Nastojanje bivših kolonijalnih sila Nizozemske i Francuske da povrate suverenitet nad teritorijima prethodno izgubljenim od Japana je dovelo do oružanih sukoba u Nizozemskoj Istočnoj Indiji i Francuskoj Indokini, odnosno do demonstracija i jačanja pokreta za nezavisnost u mnogim kolonijama. 
Britanija, koja je bila krajnje iscrpljena ratom, shvatila je da više ne može održavati Britanski Imperij te je godine 1947. Indiji, odnosno Pakistanu, priznala nezavisnost. Dvije godine kasnije su Francuzi Vijetnamu te ga napustili tek nakon vojnog poraza godine 1954. Dotada je već započeo proces koji će se nazvati dekolonizacija i tokom koga će bivši kolonijalni imperiji biti zamijenjeni nizom novih suverenih država poznatih pod nazivom Treći svijet.
Dekolonizacija je bila samo jedna od manifestacija kraja primata Europe u međunarodnoj politici. Na mjesto iscrpljenih, poniženih i devastiranih bivših europskih su došle dvije države oko kojih će se sljedećih nekoliko desetljeća formirati globalni blokovi - SAD i SSSR. Njihovo suparništvo,  djelomično motivirano borbom za prevlast u svijetu, a djelomično nesuglasicama nazvano je hladni rat, a granica između njihovih sfera u Europi prozvana Željezna zavjesa - često navođena kao jedna od najvidljivijih i najdugotrajnijih posljedica drugog svjetskog rata. 
U nastojanju da steknu propagandnu i drugu nadmoć nad Sovjetima, Amerikanci su u Zapadnu Europu uložili ogromna sredstva u svrhu ekonomske obnove preko tzv. Marshallovoga plana. Mnoge od europskih država, pogotovo one u početku neopterećene potrebom obnove oružanih snaga, ta su sredstva uspješno iskoristile za nezapamćeni ekonomski uzlet, pa će tako s vremenom ratni gubitnici poput Njemačke i Japana uspješno suprotstaviti SAD na ekonomskom polju.
Drugi svjetski rat je također mnoge u Europi uvjerio kako će kontinent svoj primat u svijetu moći barem dijelom povratiti jedino ako se nadvladaju tradicionalne povijesne podjele. Ubrzo nakon rata počeli su prvi diplomatski koraci koji će s vremenom dovesti do stvaranja Europske unije.

## Kulturni utjecaj
Dijelom zbog svog trajanja i dimenzija, a dijelom zbog toga što je bio prvi oružani sukob u kome su ulogu imali novi masovni mediji kao radio i film, drugi svjetski rat je na svjetsku kulturu općenito ostavio snažan utisak koji traje i danas i koji se manifestira u dva često proturječna oblika.
S jedne strane su dotle nezapamćena razaranja dala još veći poticaj od prvog svjetskog rata sve jačem trendu pacifizma kao dominantne ideologije, odnosno odbacivanja rata kao potpuno štetnog društvenog fenomena koji se mora izbjeći po svaku cijenu. Tome je dodatno u prilog išla i upotreba nuklearnoga oružja koja je mnoge uvjerila kako će sljedeći treći svjetski rat biti još razorniji i sadržavati rizik potpunoga uništenja ljudske civilizacije, odnosno nestanka ljudske vrste i života na planetu. 
S druge je strane holokaust, čije su razmjere i oblici otkriveni tek nakon završetka rata, za mnoge predstavljao još veći šok od samih ratnih razaranja. Spoznaja da je jedna civilizirana i prosvijećena država u 20. stoljeću sposobna najsuvremenija tehnička sredstva iskoristiti u svrhu genocida, odnosno da bi to nastavila raditi po ostatku svijeta da nije bila zaustavljena oružanom silom mnoge je uvjerila kako je drugi svjetski rat imao opravdanje, odnosno da predstavlja jedan od rijetkih primjera gdje se na sudionike može primijeniti jasno razgraničenje između dobra i zla.
Oba ta stava su se kasnije primjenjivala na druge sukobe, od kojih je možda danas najbolji primjer Rat protiv terorizma.

## U Europi

### Okupacijske zone u Njemačkoj
Kako su sovjetske armije marširale preko balkanski poluotoka i Jugoistočne Europe počinile su razne zločine i silovanja u Rumunjskoj, Mađarskoj, Čehoslovačkoj i Jugoslaviji. Stanovništvo Bugarske bilo je većinom pošteđeno takvoga postupanja vjerojatno iz osjećaja etničke i religijske srodnosti ili zbog utjecaja maršala Fjodora Tolbuhina. The population of Germany was treated significantly worse.
Zločini silovanja i umorstava bili su pogibeljni u mjeri u kojoj je to predviđala nacistička propaganda, a ponekad i pogibeljniji od tih predviđanja. Politički komesari poticali su sovjetske trupe na osvetu i teroriziranje njemačkoga stanovništva. Temeljem  "Hochrechnungen" (izračuna ili procjena), 1,9 milijuna njemačkih žena (sveukupno) silovali su vojnici Crvene armije na kraju drugoga svjetskoga rata (engl. "1.9 million German women altogether were raped at the end of the war by Red Army soldiers."). Oko jedne trećine Berlinčanki bilo je silovano. U Berlinu onodobni podatci broje između 95.000 i 130.000 žena koje su silovali sovjetski vojnici. About 10,000 of these women died, mostly by suicide. Preko 4,5 milijna Nijemaca prebjeglo je u Zapadnu Njemačku. Sovjetske trupe u početku nisu imale ikakva pravila glede stupanja u kontakt s lokalnim stanovništvom pače prijateljevanju s njemačkim ženama, ali su 1947. počeli samoizolaciju saobraćaja svojih trupa i njemačkoga stanovništva u pokušaju sprječavanja krađa i silovanja. Not all Soviet soldiers participated in these activities.

Nakon drugoga svjetskoga rata, u Zapadnoj Njemačkoj bilo je 2 981 740 žena više nego muškaraca. Za Istočnu Njemačku nema podataka.